# Hearst Communications
Hearst Communications – amerykańskie przedsiębiorstwo mediowe założone w 1887 roku.
Zatrudnia 20 tys. pracowników. Jego portfolio na rynku amerykańskim obejmuje 20 magazynów.
Siedziba przedsiębiorstwa mieści się w Nowym Jorku.